# Salih Dursun
Salih Dursun (ur. 12 lipca 1991 roku w Sakarya) – turecki piłkarz grający na pozycji obrońcy w klubie Antalyaspor.

## Kariera

### Kariera klubowa
Przygodę z piłką nożną zaczynał w drugiej drużynie klubu Sakaryaspor. W 2012 roku za kwotę 800 tysięcy € przeszedł do Kayserispor. Następnym klubem Turka był Galatasaray Stambuł (od stycznia do lipca 2014 roku), następnym zaś wypożyczenie do klubu Trabzonspor. Po dwóch latach ponownie wrócił do Galatasaray, skąd po roku został wypożyczony do Antalyaspor.
W czasie jednego z meczów w barwach Trabzosporu wyrwał sędziemu czerwoną kartkę i pokazał ją arbitrowi. Został za to wyrzucony z boiska.

### Kariera reprezentacyjna

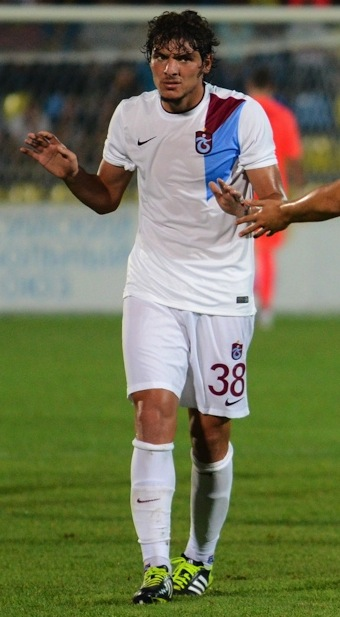
Dursun w czasie wypożyczenia do Trabzosporu

23 maja 2012 zadebiutował w Reprezentacji Turcji U23, gdzie do dziś rozegrał 7 spotkań, grając z numerem 13.

## Źródła
- Salih Dursun, [w:] baza Transfermarkt (zawodnicy) [dostęp 2020-11-24].
- http://www.tff.org/Default.aspx?pageId=30&kisiId=787262